# NGC 2259
NGC 2259 is een open sterrenhoop in het sterrenbeeld Eenhoorn. Het hemelobject werd op 1 januari 1787 ontdekt door de Duits-Britse astronoom William Herschel.

## Synoniemen
- OCL 492